# Sophie McShera
Sophie McShera, née le 17 mai 1985 à Bradford dans le Yorkshire de l'Ouest, est une actrice britannique.
Elle est principalement connue pour le rôle de Daisy dans la série télévisée Downton Abbey, créée par Julian Fellowes.

## Biographie
Sophie McShera est née à Bradford, West Yorkshire, Angleterre, dans une grande famille irlandaise. Sa mère est enseignante et son père est un enseignant devenu conseiller financier. À un âge précoce, sa famille a déménagé à proximité d' Eccleshill, dans le West Yorkshire, également à Bradford, où elle a fréquenté le St Joseph's College.
Après le lycée, elle fréquente la Footsteps Theatre School avant de décrocher sa percée à l'âge de douze ans dans la comédie The Goodbye Girl. Elle a suivi cela avec un passage en tournée avec Annie avant de terminer ses GCSE et A-levels et d'aller à l'Université Brunel, à Londres, où elle a obtenu un diplôme en art dramatique.
McShera a déclaré au magazine Rachel Ray In Season en 2019 qu'elle était végétarienne.

## Carrière
La carrière d'actrice de McShera a commencé après l'université en 2007, avec des rôles dans les feuilletons Emmerdale et Doctors et le drame Survivors en 2008. En 2009, elle a rejoint le casting régulier de la série dramatique scolaire BBC One Waterloo Road, jouant Ros, étudiant de niveau A. McCain pour l'intégralité de la cinquième série. Les histoires de Ros tournaient autour d'elle essayant de réaliser son potentiel académique et remettant également en question sa sexualité. À la suite de son départ de Waterloo Road, McShera est devenue une partie du casting du drame costumé ITV de Julian Fellowes Downton Abbey dans le rôle de Daisy, l'aide-cuisinière.  Le spectacle a attiré le succès critique et populaire,. McShera, aux côtés de Hugh Bonneville, a remercié personnellement le public après que Downton Abbey ait remporté le drame télévisé le plus populaire aux National TV Awards 2012. Depuis 2013, McShera a joué Bryony, une habituée du Job Center, dans la sitcom ITV2 The Job Lot,. McShera a joué la demi-sœur Drisella Tremaine dans le film Cendrillon de Disney en 2015. Elle a montré ses talents de chanteuse en tant que femme de chambre Gwynne dans la série de comédie musicale ABC Galavant.
Ses rôles sur scène incluent le rôle éponyme dans la pantomime Cendrillon au West Yorkshire Playhouse entre décembre 2009 et janvier 2010,  En 1998, elle est apparue comme Annie aux côtés de Paul O'Grady pour la tournée londonienne de l'émission et la tournée qui a suivi. En 2011, elle a rejoint le casting de la pièce de théâtre primée de Jez Butterworth, Jérusalem, jouant le rôle de Pea pour le retour de la pièce dans le West End de Londres au Apollo Theatre,.

## Filmographie

### Cinéma
- 2013 : Highway to Dhampus : Ginny Topham
- 2015 : Cendrillon de Kenneth Branagh : Javotte Trémaine
- 2015 : Highway to Dhampus de Rick McFarland : Ginny Thomphan
- 2019 : Downton Abbey de Michael Engler : Daisy Robinson-Mason
- 2019 : The Personal History of David Copperfield de Armando Iannucci
- 2022 : Downton Abbey 2 : Une nouvelle ère de Simon Curtis : Daisy Robinson-Mason
- 2025 : Downton Abbey 3 de Simon Curtis : Daisy Robinson-Mason

### Télévision
- 2007 : Emmerdale : Danielle Hollywell (2 épisodes)
- 2008 : Doctors : Mandy Fairfield  (1 épisode)
- 2008 : Survivors : Cathy (1 épisode)
- 2009-2010 : Waterloo Road : Ros McCain (19 épisodes)
- 2010- 2015 : Downton Abbey : Daisy Robinson-Mason (52 épisodes)
- 2013 : The Job Lot : Bryony
- 2015 : Galavant : Gwynne
- 2015 : Inside No. 9 : Tina
- 2018 : Les Enquêtes de Murdoch : Ann Ryand

- 2020 : Le Jeu de la dame : Miss Graham